# Jacobus Henricus van 't Hoff
(Motivazione del Premio Nobel)
Jacobus Henricus van 't Hoff (Rotterdam, 30 agosto 1852 – Berlino, 1º marzo 1911) è stato un chimico olandese, premio Nobel per la chimica nel 1901.

## Biografia
Da ragazzo si interessò alla chimica sperimentale, soprattutto degli esplosivi, oltre che alla musica e alla poesia. Studiò chimica pratica al Politecnico di Delft, dove si distinse per aver completato in due soli anni i tre anni del corso, classificandosi al primo posto all'esame finale. In questi anni lesse le opere che furono di fondamentale importanza per la sua formazione: il Corso di filosofia positiva di Auguste Comte, la Storia delle scienze induttive di William Whewell e il saggio De l'intelligence del filosofo e storico francese Hippolyte Adolphe Taine.
Maturò una visione della teoria chimica basata sulle leggi della fisica. Acquisì gli strumenti matematici necessari alla realizzazione di questa visione della chimica all'Università di Leida e quelli della conoscenza chimica a Bonn con Friedrich August Kekulé nel periodo 1872-73 e a Parigi con Charles-Adolphe Wurtz nel 1874. In questo stesso anno, ritornato in Olanda, conseguì il dottorato di ricerca a Utrecht sotto Eduard Mulder con una dissertazione sugli acidi cianoacetico e malonico, intitolata "Contributo alla conoscenza degli acidi cianoacetico e malonico".

### Contributi alla stereochimica
Prima di completare la tesi di dottorato pubblicò un pamphlet di tredici pagine dal titolo "Proposta per l'estensione delle formule oggi in uso in chimica allo spazio"; insieme a un'osservazione correlata sulla relazione tra il potere ottico rotatorio e la costituzione chimica di composti organici. In esso van 't Hoff propose le sue rivoluzionarie idee sulla concezione delle molecole come oggetti con struttura e forma tridimensionale (stereochimica) e propose modelli di molecole organiche in cui gli atomi attorno a ciascun atomo di carbonio avevano un'organizzazione tetraedrica. Egli sostenne che i quattro legami dell'atomo di carbonio sono diretti verso i vertici di un tetraedro; idea suggerita indipendentemente nello stesso periodo da J.A. Le Bel, anch'egli in quel periodo, come van 't Hoff, alla scuola di Wurtz a Parigi. In questo modo si poteva spiegare una diversa attività ottica di certi composti organici. 
L'idea non venne però subito accolta. L'uso di questi modelli tridimensionali forniva una spiegazione dell'esistenza di isomeri. Allo stesso tempo sottolineò l'esistenza di relazioni tra l'attività ottica e la presenza di un atomo di carbonio asimmetrico. Queste sue proposte incontrarono dapprima una decisa opposizione. Solo dopo la pubblicazione nel 1875 del volume Chimie dans l'espace (Rotterdam, 1875; trad. tedesca Brunswick, 1877, 1894, 1908, trad. inglese Oxford, 1891, Londra-Bombay-New York, 1898), la sua teoria comincerà a essere accettata. Di quest'opera van 't Hoff pubblicò un'edizione ampliata (Dix années dans l'histoire d'une théorie, Rotterdam, 1887), mentre una nuova edizione francese fu pubblicata come Stéréochimie (Parigi, 1892). 

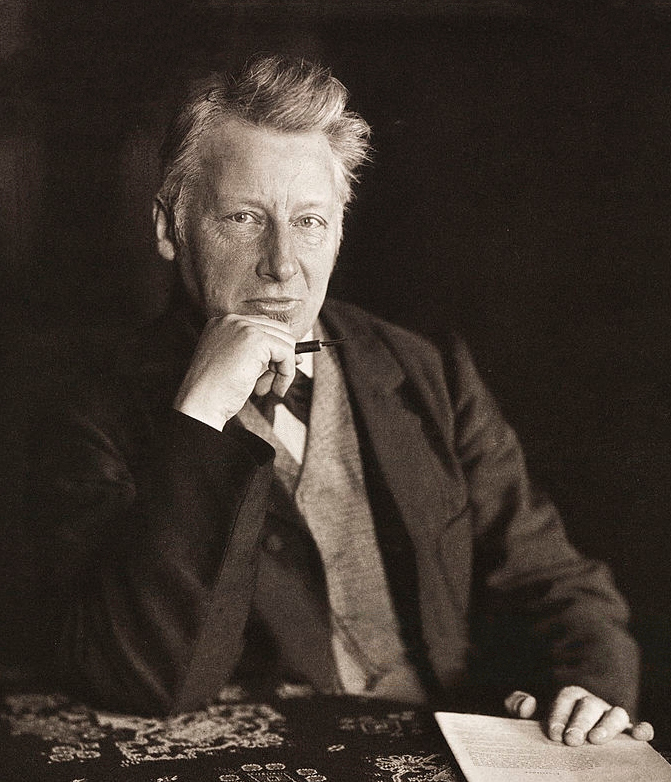
Jacobus Henricus van 't hoff nel 1904

### Isobara di van 't Hoff
Nel 1876 viene chiamato come assistente di fisica alla Scuola veterinaria di Utrecht. Nella sua lezione inaugurale, La potenza dell'immaginazione nella scienza, quando divenne professore all'Università di Amsterdam nell'ottobre del 1878, van 't Hoff difese il ruolo dell'immaginazione nell'indagine del collegamento fra causa ed effetto, definendo l'immaginazione come l'abilità di visualizzare ogni oggetto con tutte le sue proprietà così da poterlo riconoscere con la stessa accuratezza che si avrebbe per semplice osservazione. Van 't Hoff espresse la sua concezione della chimica fisica nel suo Ansichten über die organische Chemie (Considerazioni sulla chimica organica, 2 voll., Brunswick, 1878-81) in cui intese unificare la chimica sotto i principi della fisica e della matematica e dove formulò il punto di vista secondo il quale le proprietà di ciascun composto sono la conseguenza della sua struttura.
Sarà nell'Étude de dynamique chimique (Amsterdam, 1884) che unificherà gli aspetti cinetici e quelli di azione di massa delle reazioni chimiche, uno schema concettuale ancor oggi adottato per discutere le trasformazioni chimiche. In esso si concentrerà sull'idea che, trattando l'equilibrio chimico come la manifestazione di uno stato mobile, la reversibilità risulta la conseguenza di un bilancio fra le opposte reazioni. Mise pertanto le costanti di equilibrio in relazione con le costanti cinetiche delle reazioni diretta e inversa.
Van 't Hoff studiò inoltre la dipendenza dalla temperatura assoluta della costante K di equilibrio derivando, a pressione costante, l'equazione che porta il suo nome:
{\displaystyle \left({\frac {\partial (\ln K)}{\partial T}}\right)_{P}={\frac {\Delta H^{\circ }}{RT^{2}}}}
in cui {\displaystyle R} è la costante universale dei gas e {\displaystyle T} la temperatura assoluta. Questa equazione (isocora di van 't Hoff) consente la determinazione della variazione di entalpia standard, {\displaystyle \Delta H^{\circ }}, di un processo evitando il ricorso a laboriose misure calorimetriche. L'equazione è stata chiamata isocora di reazione (cioè a volume costante) perché storicamente fu ricavata da van 't Hoff per la prima volta per un sistema a volume costante. Nell'equazione qui riportata, il pedice {\displaystyle P} indica che la reazione è a pressione costante, come venne successivamente stabilito. Il termine isocora, quindi, non è più appropriato e si preferisce parlare di equazione di van 't Hoff o isobara di van 't Hoff. La fama di questa equazione sarà prevalentemente legata al principio dell'equilibrio mobile che da essa discende e che verrà successivamente generalizzato da Le Châtelier.

### Contributi alla chimica delle soluzioni
Van 't Hoff introdusse inoltre i metodi termodinamici nello studio delle soluzioni e, sulla scorta dei risultati del lavoro sperimentale di Pfeffer sulla pressione osmotica {\displaystyle (P)} in soluzioni diluite di zucchero, dimostrò l'esistenza di un'analogia fra la relazione {\displaystyle {\frac {P}{C}}=cost} per temperatura {\displaystyle T} costante ({\displaystyle C} = concentrazione della soluzione) e la relazione di Boyle per i gas, {\displaystyle PV=cost} per temperatura {\displaystyle T} costante. Formulò allora un'equazione di stato per le soluzioni diluite nella forma {\displaystyle P=iRT} ({\displaystyle V} = volume nel quale è disciolta una mole di sostanza), nella quale {\displaystyle i=n/V}, chiamato fattore di van 't Hoff, indica la concentrazione della specie chimica in soluzione, inglobando tutte le deviazioni rispetto al comportamento di un gas perfetto.
Scoprì che da misure di pressione osmotica {\displaystyle P} (la pubblicazione comparve nel 1886) poteva essere determinato il peso molecolare della sostanza disciolta in una miscela binaria. Lavoro che van 't Hoff estese nel decennio successivo in connessione con la teoria della dissociazione elettrolitica di Arrhenius. La ricerca chimico fisica di van 't Hoff sia teorica sia sperimentale si concentrò sulla misura e interpretazione di quel parametro {\displaystyle n} che propose di inserire nella equazione dei gas perfetti {\displaystyle PV=nRT} per renderla applicabile alle soluzioni diluite.

### Gli ultimi anni a Berlino

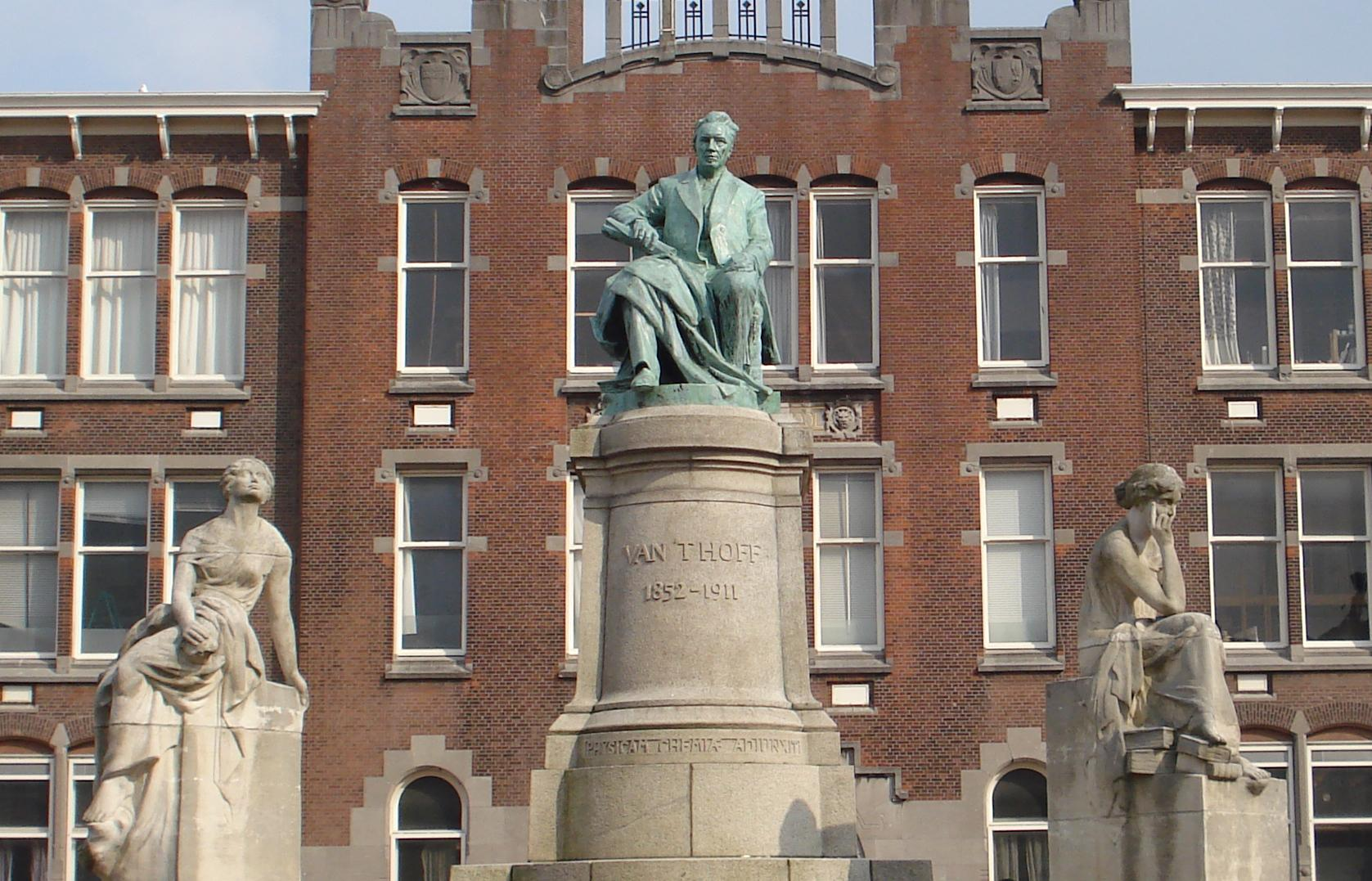
Rotterdam, monumento a Jacobus van 't Hoff

Dopo aver occupato la posizione di professore di cattedra all'Università di Amsterdam per diciotto anni, nel 1896 accettò l'invito di ricoprire il ruolo di professore onorario a Berlino nell'ambito della Accademia delle scienze prussiana. La motivazione dietro questa decisione fu l'eccesso di lavoro didattico anche di scarso profilo qualitativo che gli veniva affidato e che gli lasciava un tempo troppo limitato per le sue ricerche.
Il periodo berlinese (1896-1905) lo vide impegnato in studi relativi all'origine dei depositi oceanici sperimentando in laboratorio (quindi su piccola scala) processi che in natura avvengono su larga scala. I risultati di questo lavoro furono pubblicati nei rendiconti dell'Accademia prussiana delle scienze, e successivamente raccolti in Zur Bildung ozeanischer Salzablagerungen (Sulla formazione dei sedimenti salini oceanici, 2 voll., Brunswick, 1905-9).
A testimonianza della generalità degli interessi di ricerca di van 't Hoff sta anche l'opera Die chemischen Grundlehren nach Menge, Mass und Zeit (I fondamenti della chimica sulla base della lunghezza della massa e del tempo, Brunswick, 1912), nella quale van 't Hoff tentò di dedurre i fenomeni chimici su basi puramente fisico-meccaniche, ricorrendo alle sole grandezze di spazio, tempo e massa, con un'operazione molto simile a quella a suo tempo tentata per i fenomeni fisici da Hertz.
Insieme a Ostwald, van 't Hoff fondò nel 1887 la prima rivista di chimica fisica, lo Zeitschrift für physikalische Chemie. Durante tutta la vita si prodigò per l'istituzione di una classe speciale di ricercatori scientifici. Oltre al premio Nobel per la chimica conferitogli nel 1901, il primo assegnato per tale disciplina, per le sue ricerche sull'equilibrio chimico e sulla pressione osmotica nelle soluzioni diluite, ricevette svariati altri riconoscimenti.

## Scritti
- (DE) Chimie dans l'espace, Braunschweig, Vieweg und Sohn, 1894.
- (DE) Chemische Dynamik, Braunschweig, Vieweg und Sohn, 1898.
- (EN)  The arrangement of atoms in space (London: Longmans Green, 1898)
- (EN)  Studies in chemical dynamics (London: Williams & Norgate, 1896)
- (DE) Chemische Statik, Braunschweig, Vieweg und Sohn, 1899.
- (EN)  Lectures on theoretical and physical chemistry t. 1 (London: E. Arnold, 1899-1900)
- (EN)  Lectures on theoretical and physical chemistry t. 2 (London: E. Arnold, 1899-1900)
- (EN)  Lectures on theoretical and physical chemistry t. 3 (London: E. Arnold, 1899-1900)
- (DE) Beziehungen zwischen Eigenschaften und Zusammensetzung, Braunschweig, Vieweg und Sohn, 1900.
- (EN)  Physical chemistry in the service of the sciences (Chicago: University of Chicago Press, 1903)
- (FR)  Leçons de chimie physique[collegamento interrotto] (Paris: A. Hermann, 1899-1900)
- (FR)  Stéréochimie: nouvelle édition de "Dix années dans l'histoire d'une théorie"[collegamento interrotto] (Paris: G. Carré, 1892)
- (FR)  La chimie physique et ses applications[collegamento interrotto] (Paris: A. Hermann, 1903)
- (EN) Foundations of the theory of dilute solutions, Edinburgh, Alembic Club, 1929.